# Bernard Tchoullouyan
Bernard Tchoullouyan, född 12 april 1953 i Marseille, Frankrike, död 7 januari 2019, var en fransk judoutövare.
Han tog OS-brons i herrarnas halv mellanvikt i samband med de olympiska judotävlingarna 1980 i Moskva.